# Himinhrjod
Himinhrjod er i nordisk mytologi navnet på jætten Hymers største og flotteste avlstyr.
Himinhrjod kommer af dage, da Thor under et besøg hos Hymer brækker hovedet af tyren for at bruge det som madding på en forestående fisketur. 
| Nordisk mytologi | Spire Denne artikel om nordisk religion og mytologi er en spire som bør udbygges. Du er velkommen til at hjælpe Wikipedia ved at udvide den. |